# Salmonsens Konversationsleksikon
Le Salmonsens Konversationsleksikon est une encyclopédie danoise qui a fait l'objet de plusieurs éditions. 
La première édition, Salmonsens Store Illustrerede Konversationsleksikon a été publiée en dix-neuf volumes de 1893 à 1911 par Brødrene Salmonsens Forlag, et a pris le nom de son éditeur Isaac Salmonsen,. 
La deuxième édition, Salmonsens Konversationsleksikon, a été publiée en 26 volumes de 1915 à 1930, sous la direction de Christian Blangstrup (volumes 1-21), et Johs. Brøndum-Nielsen et Palle Raunkjær (volumes 22-26), publié par JH Schultz Forlagsboghandel. 
La deuxième édition est dans le domaine public, et est disponible en ligne dans le cadre du Projet Runeberg.

## Éditions
- Salmonsens Store Illustrerede Konversationsleksikon, 19 volumes, Copenhague : Brødrene Salmonsen, 1893-1911
- Salmonsens Konversationsleksikon, 2e édition, sous la direction de Chr. Blangstrup (I-XXI), Johs. Brøndum-Nielsen et Palle Raunkjær (XXII-XXVI), 26 volumes, Copenhague : J. H. Schultz Forlagsboghandel, 1915-1930.
- Den Lille Salmonsen, 3e édition, 12 volumes, Copenhague, 1937-1940.
- Salmonsen Leksikon-Tidsskrift (SLT), Copenhague, 1941-1955. Une série de fascicules mensuels.
- Den nye Salmonsen, 1 volume, Copenhague, 1949.